# Enargia paleacea
Enargia paleacea es una especie de polilla perteneciente al género Enargia, de la familia Noctuidae, orden Lepidoptera.

## Descripción
La envergadura es de 40-60 mm. Alas anteriores de color ocre amarillento pálido, salpicadas de rojizo; la hembra es de un amarillo más intenso que el macho; líneas internas y externas finas, de color marrón rojizo; tono medio marrón rojizo, más difuso y angulado; línea subterminal apenas marcada; estigmas orbiculares y reniformes delineados de un marrón rojizo, con el lóbulo inferior del reniforme relleno de color gris; una serie de manchas terminales oscuras; alas posteriores de color amarillo blanquecino.

## Distribución
Se distribuye por Austria, Bélgica, Bulgaria, Gran Bretaña, Hungría, Alemania, Grecia, Dinamarca, España, Italia, Letonia, Lituania, Luxemburgo, Países Bajos, Noruega, Polonia, Portugal, Rumanía, Eslovaquia y la Unión Soviética (parte europea), Finlandia, Francia, República Checa, Suiza, Suecia y Estonia.